# Corona de Tucson
Corona de Tucson ist ein Census-designated place im Pima County im Süden des US-Bundesstaats Arizona. Das U.S. Census Bureau hat bei der Volkszählung 2020 eine Einwohnerzahl von 9.240 ermittelt.